# 361
361 је била проста година.

## Догађаји
- Службеници и следбеници Констанција II суђени су на Халкидонском сабору.
- Издат је новчић са ликом цара Јулијана Отпадника. Чува се у Британском музеју у Лондону.
- Цариград спроводи строг систем лиценцирања лекара.
- Цар Јулијан покушава да обнови паганску заједницу и да њоме замени хришћанство.
- Папа Либерије одбацује аријанско учење и изјављује да Сабор у Риминију нема овлашћење да издаје декрете.
- Свети Григорије Богослов се враћа у Назијанзин (Кападокија) и отац га поставља за свештеника, желећи да помогне локалним хришћанима.
- Почиње изградња манастира Светог Антонија у Источној пустињи Египта.

### Јул
- 10. јул – Шеснаест краљевстава: Ђин Аиди, 20 година, наслеђује Ђин Мудија као цара Источне династије Ђин.

### Новембар
- 3. новембар – Цар Констанције II умире од грознице у Мопсуестији у Киликији, у 44. години живота; на самрти се крштава и проглашава свог рођака Јулијана Отпадника законитим наследником.

### Децембар
- 11. децембар – Јулијан постаје једини цар Римског царства; влада из Цариграда и покушава да обнови паганизам.
- 11. децембар – Констанције II је сахрањен у Цркви Светих апостола у Цариграду.
- 24. децембар – Георгије Кападокијски, аријански епископ Александрије, убијен је у својој епископској катедри, а Атанасије Александријски се тријумфално враћа у свој родни град.

## Смрти
- Википедија:Непознат датум — Свештеномученик Доротеј - хришћански светитељ и епископ Тирски.